# Giranauria verrucosipes
Giranauria verrucosipes is een krabbensoort uit de familie van de Epialtidae. De wetenschappelijke naam van de soort is voor het eerst geldig gepubliceerd in 1848 door Adams & White.